# Fingerdubbelfotingar
Fingerdubbelfotingar (Pyrgodesmidae) är en familj av mångfotingar. Fingerdubbelfotingar ingår i ordningen banddubbelfotingar, klassen dubbelfotingar, fylumet leddjur och riket djur. Enligt Catalogue of Life omfattar familjen Pyrgodesmidae 257 arter. 

## Bildgalleri

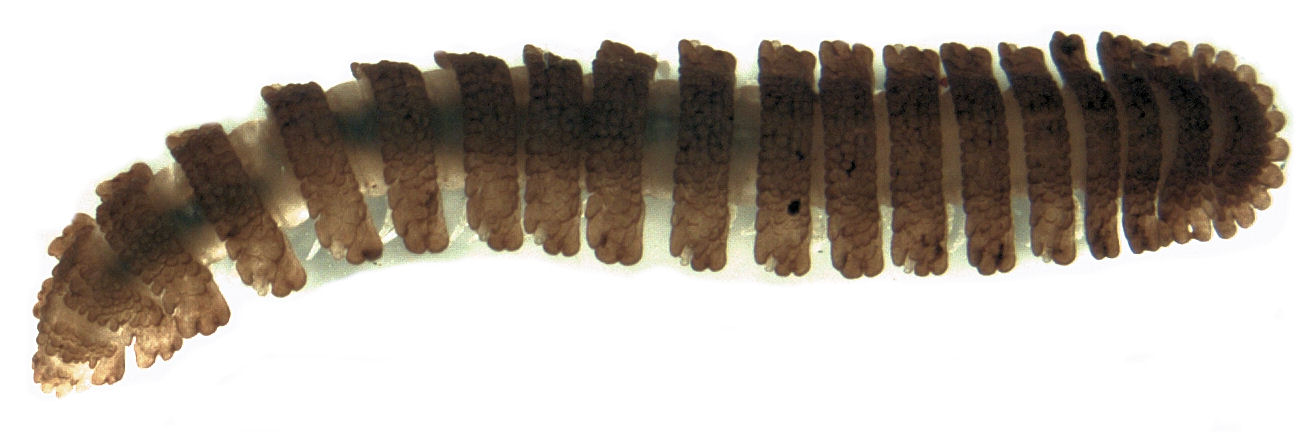
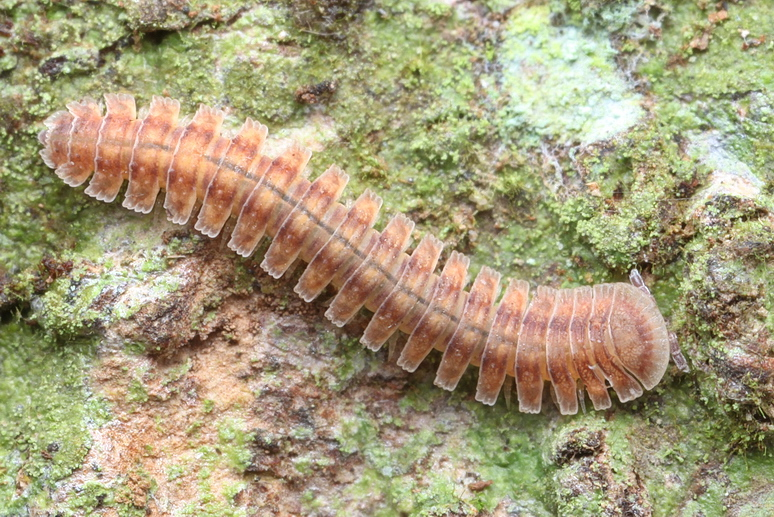
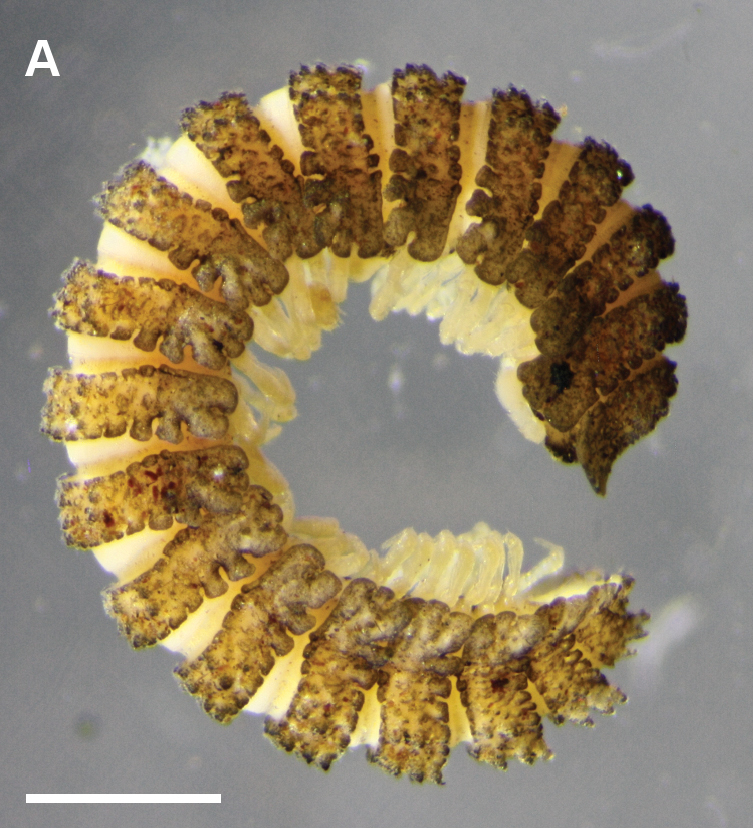
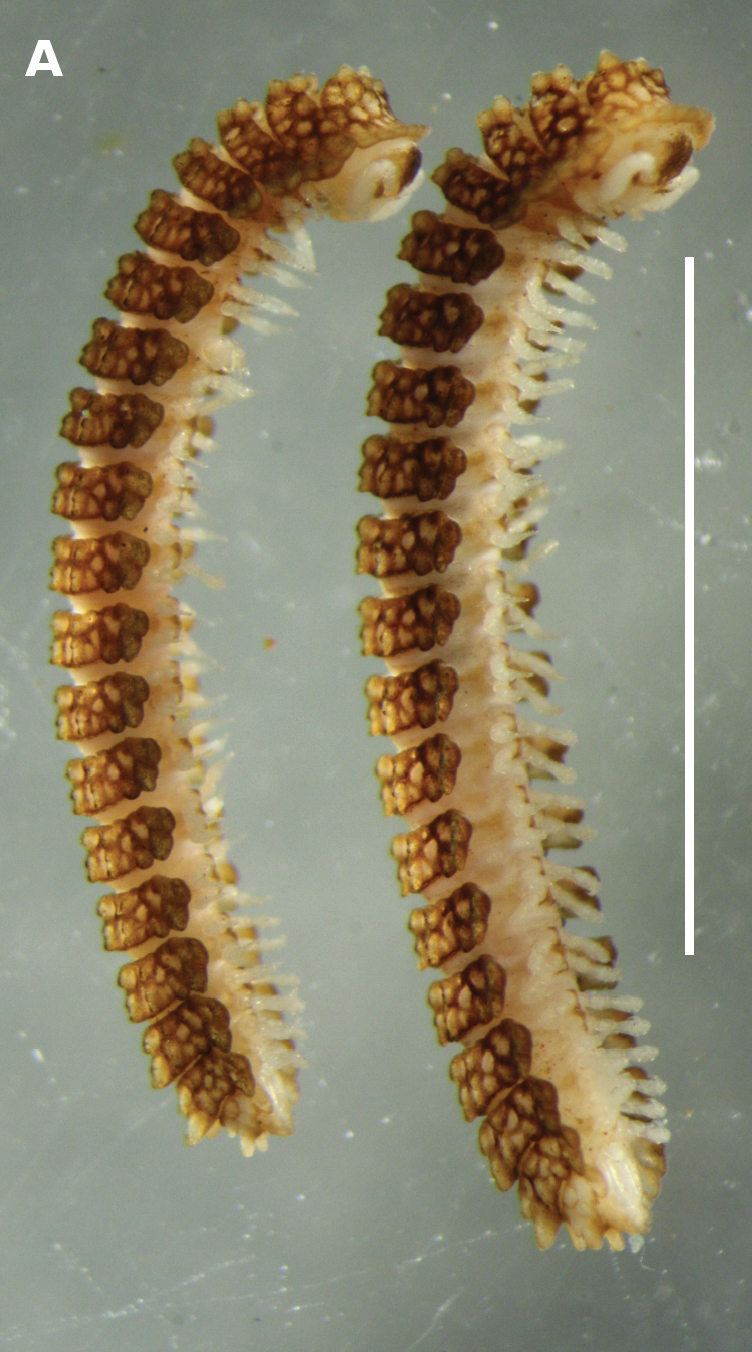

## Dottertaxa till fingerdubbelfotingar, i alfabetisk ordning[1][2]
- Adenomeropus
- Adisiella
- Airocaulon
- Akreiodesmus
- Ampelodesmus
- Amynticodesmus
- Anartiodesmus
- Aporodesminus
- Araguayadesmus
- Archandrodesmus
- Arionus
- Asolenitus
- Attemsodesmus
- Augesmus
- Berlesedesmus
- Cachrypterus
- Calyptodesmus
- Catapleuradesmus
- Catapyrgodesmus
- Chatelainea
- Chytodesmus
- Coccoelasma
- Cordylonotum
- Cryphodesmus
- Cryptocephalius
- Cryptocephalopus
- Cryptocorypha
- Cryptomauritius
- Cryptyma
- Cynedesmus
- Cyphotylus
- Darlingtoniella
- Decaporodesmus
- Dedalodesmus
- Delurodesmus
- Diceratodesmus
- Dicropus
- Dilophops
- Diporodesmus
- Districtodesmus
- Docodesmus
- Duboscquiellina
- Dyskolonius
- Enantigonodesmus
- Enantiurodesmus
- Eoromus
- Eudiporus
- Euhercodesmus
- Euporodesmus
- Euschoutedenia
- Eustaledesmus
- Evurodesmus
- Fennellia
- Gasatomus
- Gibberdesmus
- Guianonus
- Hemicryptodesmus
- Henicomus
- Hercodesmus
- Heteropente
- Idiurodesmus
- Iomoides
- Iomus
- Isotropidesmus
- Jeekelia
- Karukeromus
- Klimakodesmus
- Krotonotum
- Lemuriocryptus
- Leuritus
- Lifoudesmus
- Liomus
- Lobiferodesmus
- Lobodesmus
- Lobopyge
- Lophodesmus
- Loretosia
- Meiodesmus
- Mesocryptodesmus
- Mesotropidesmus
- Monachodesmus
- Muyudesmus
- Myrmecodesmus
- Myxodesmus
- Nabotomus
- Napodesmus
- Nesodesmus
- Nonnodesmus
- Octochaunus
- Orthyma
- Pagodesmus
- Pastazidia
- Peckfiskia
- Pelodesmus
- Penteporella
- Penteporus
- Periechodesmus
- Perucryptus
- Pixodesmus
- Plagiotropidesmus
- Platykapelus
- Plethodesmus
- Poratia
- Prionodesmus
- Probolocryptus
- Procoptodesmus
- Pronodesmus
- Propyrgodesmus
- Prosthenurodesmus
- Pseudocatapyrgodesmus
- Psochodesmus
- Pyrgodesmus
- Quasidesmus
- Rharodesmus
- Schedypodesmus
- Sisyrodesmus
- Skotodesmus
- Steganostigmus
- Stegodesmus
- Stenitus
- Stenotodesmus
- Stictodesmus
- Stiodesmus
- Styloceylonius
- Stylodesmus
- Stylopaulicea
- Styraxodesmus
- Synoptura
- Tarmadesmus
- Taulidesmella
- Taulidesmus
- Termitopteryx
- Thelodesmus
- Tijucadesmus
- Tonodesmus
- Treseolobus
- Tridesmus
- Udodesmus
- Urodesmus
- Vassununga
- Xenodesmus
- Yporangiella